# Alexander Gottlieb Baumgarten

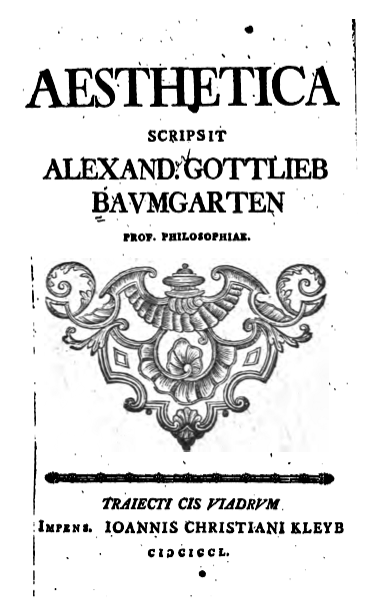
Portada de l'obra Aesthetica

Alexander Gottlieb Baumgarten (1714 - 1762) va ser un filòsof alemany conegut per ser el pare del mot estètica en el seu sentit actual i per haver donat a aquesta branca del pensament els seus fonaments teòrics moderns.
L'estètica és el judici sobre la bellesa i l'art, que neix del gust i no pas de la raó, però d'un gust educat i que és regit pel reconeixement del plaer que causa l'obra artística, capaç de copsar la complexitat del món i de l'ésser humà. L'estètica forma part del coneixement sensible i depèn de la subjectivitat, encara que l'obra tingui trets objectivament bells (fins aquell moment, es considerava que es podien aplicar regles a la bellesa segons el seu grau de fidelitat a models ideals).

## Vida i filosofia
Baumgarten nasqué a la ciutat de Berlín com el cinquè de set fills de la família del pastor pietista Jacob Baumgarten i de l'esposa Rosina Elisabeth. Tots dos pares van morir durant la infantesa i fou educat per Martin Georg Christgau, amb qui aprengué hebreu i començà a interessar-se per la poesia llatina. Va estudiar a la Universitat de Halle i, des de 1740 fins a la mort, va ensenyar a la Universitat de Viadrina.
En un tractat sobre la poesia de 1735, Baumgarten va donar a la paraula estètica el seu significat modern. Abans d'ell, aquest mot tan sols denotava "sensibilitat" o "receptivitat a l'estimulació dels sentits". A l'època, tenia lloc el desenvolupament de l'art com a fenomen comercial, lligat al sorgiment d'una classe de nous rics entre la nova burgesia d'Europa. La magnitud de la compra d'art com a mercaderia inevitablement dugué a la qüestió de què constitueix el bon art. En aquest context, Baumgarten desenvolupà la idea de l'estètica com l'estudi del bon i mal gust, i el bon i el mal art relacionant el gust amb la bellesa.
Desenvolupant els conceptes de bon gust i mal gust, va propiciar el debat filosòfic del nou sentit de l'estètica. Sense els fonaments posats per l'obra de Baumgarten, no hi hauria hagut la base per al debat posterior, que prendria especial rellevància durant el romanticisme a partir d'Edmund Burke i Immanuel Kant.

## Obres
- Dissertatio chorographica, Notiones superi et inferi, indeque adscensus et descensus, in chorographiis sacris occurentes, evolvens (1735)
- Meditationes philosophicae de nonnullis ad poema pertinentibus (1735)
- De ordine in audiendis philosophicis per triennium academicum quaedam praefatus acroases proximae aestati destinatas indicit Alexander Gottlieb Baumgarten (1738)
- Metaphysica (1739)
- Ethica philosophica (1740)
- Alexander Gottlieb Baumgarten eröffnet Einige Gedancken vom vernünfftigen Beyfall auf Academien, und ladet zu seiner Antritts-Rede […] ein (1740)
- Serenissimo potentissimo principi Friderico, Regi Borussorum marchioni brandenburgico S. R. J. archicamerario et electori, caetera, clementissimo dominio felicia regni felicis auspicia, a d. III. Non. Quinct. 1740 (1740)
- Philosophische Briefe von Aletheophilus (1741)
- Scriptis, quae moderator conflictus academici disputavit, praefatus rationes acroasium suarum Viadrinarum reddit Alexander Gottlieb Baumgarten (1743)
- Aesthetica (1750)-1758)
- Initia Philosophiae Practicae. Primae Acroamatice Arxivat 2011-07-16 a Wayback Machine. (1760)
- Acroasis logica in Christianum L.B. de Wolff (1761)
- Ius naturae (posthum 1763)
- Sciagraphia encyclopaedia philosophicae (ed. Johs. Christian Foerster 1769)
- Philosophia generalis (ed. Johs. Christian Foerster 1770)
- Alex. Gottl. Baumgartenii Praelectiones theologiae dogmaticae (ed. Salomon Semmler (1773)
- Metaphysica (übers. Georg Friedrich Meier 1776)
- Gedanken über die Reden Jesu nach dem Inhalt der evangelischen Geschichten (ed. F.G. Scheltz & A.B. Thiele; 1796-1797)